# 예산 제약
예산 제약(영어: budget constraint)은 주어진 예산과 가격 상황에 맞게 소비자가 구입할 수 있는 재화들의 집합이다. 이때 예산선 또는 가격선은 주어진 소득을 전부 사용했을 때 구입할 수 있는 상품묶음의 집합을 그림으로 나타낸 것이다.

## 수식

기울기가 인 예산선

대표적 소비자를 상정하고 그의 소득을 M원이며 재화 {\displaystyle X}와 {\displaystyle Y}를 구입한다고 가정할 때 각각의 가격은 {\displaystyle P_{x}}, {\displaystyle P_{y}}인데, 이 둘을 더한 값으로 예산 제약을 표현할 수 있다.
{\displaystyle P_{x}X+P_{y}Y=M}
이 상품묶음을 그림으로 나타낼 수 있다.
{\displaystyle Y=-{\frac {P_{x}}{P_{y}}}X+{\frac {M}{P_{y}}}}
이 식을 그림으로 옮기면 기울기가 {\displaystyle -{\frac {P_{x}}{P_{y}}}}이고 {\displaystyle y}절편이 {\displaystyle {\frac {M}{P_{y}}}}인 선분이 되는데 이를 예산선 또는 가격선이라고 부른다.

## 같이 보기
- 등량곡선
- 기회비용
- 희소성
- 트레이드오프
- 온정주의

## 참고 자료
- 《경제학개론》. 무역경영사. 2005년 3월 5일. ISBN 8949904381.
- 《미시경제학》. 범문사. 2008년 7월 15일. ISBN 8949904381.